# Luchoelmis aequalis
Luchoelmis aequalis is een keversoort uit de familie beekkevers (Elmidae). De wetenschappelijke naam van de soort werd in 2004 gepubliceerd door Spangler & Staines.